# ハーリド・イブン・ヤズィード・イブン・ムアーウィヤ
ハーリド・イブン・ヤズィード・イブン・ムアーウィヤ（Abū Hāshim Khālid b. Yazīd b. Muʿāwiya b. Abī Sufyān al-Umawī, 668年ごろ生、704年?没）は、ウマイヤ朝の王族のひとり。錬金術師であったという伝説もある。
ウマイヤ朝のカリフ・ヤズィード1世の息子である。兄のムアーウィヤ2世が684年に亡くなるとカリフ位を継承する可能性もあったが、ずっと年上の有力者であった傍系のマルワーン1世が継承した。第二次内乱におけるいくつかの戦いで功績を挙げたあとはヒムスで詩作と学術研究をした。（#生涯）
ハーリドが錬金術師であったという伝説が9-10世紀ごろに創作され、彼の名に帰せられる錬金術に関する著作が大量に存在する。いくつかの文献はラテン語に翻訳された。アラビア語ハーリド文献の「翻訳」という体裁をとって新たに創作されたラテン語ハーリド文献も存在する。（#擬ハーリドの錬金術書, #錬金術師伝説）

## 生涯

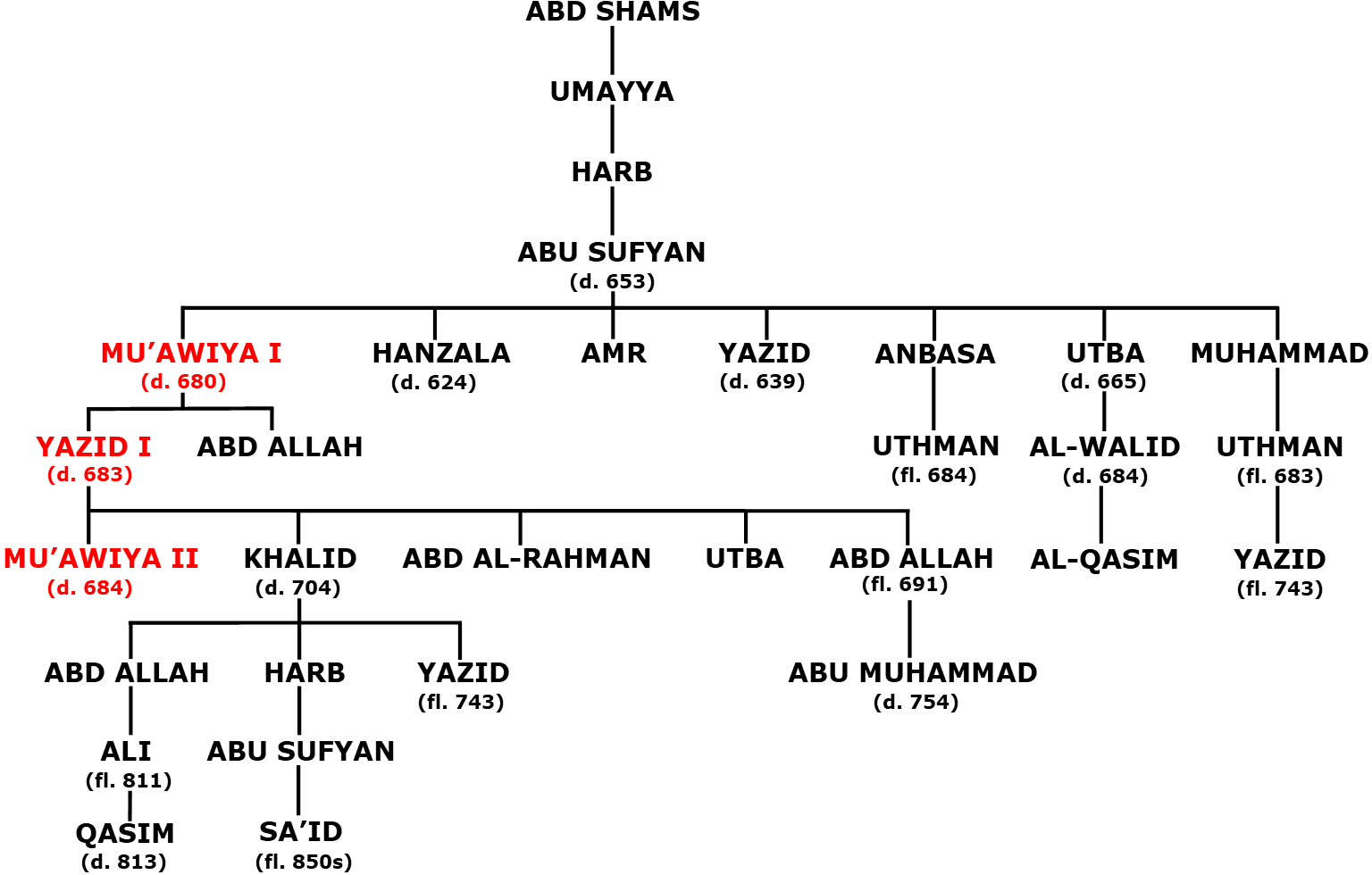
スフヤーン家の系図

生年は668年ごろである。ウマイヤ朝カリフのヤズィード・イブン・ムアーウィヤ（在位680年-683年）を父とし、アブー・ヒシャーム・イブン・ウトバ・イブン・ラビーアの娘ファーヒタを母とする。異母兄のムアーウィヤ・イブン・ヤズィードがカリフ位を世襲して、即位後すぐに亡くなったとき（684年）、ハーリドはまだ目立たぬ存在であった。マルワーン・イブン・ハカム（626年ごろ生）を支持する派閥と、ハーリド支持派が後継者争いを始めた。マルワーンはウマイヤ家に属するが王族であるスフヤーン家には属さない遠縁であるが、若いハーリドよりずっと年上で経験もあった。
最終的にはマルワーンがシリアの政治エリートの支持を集め、将来、ハーリドがマルワーンの次の後継者になるという約束を交わして決着した。マルワーンがハーリドの母ファーヒタと婚姻し、義父となることでマルワーンと将来の後継者ハーリドの絆を確固としたものとすることもなされた。しかしその後、ハーリドの政治基盤が脆弱であるとみたマルワーンは、ハーリドとその弟アブドゥッラーを両方とも、将来の後継者候補から外し、代わりに自身の息子たちであるアブドゥルマリクとアブドゥルアズィーズを推した。一部の伝承では、ハーリドが約束を思い出すようマルワーンに迫ったところ、マルワーンは公然と彼の母ファーヒタを侮辱し、そのためファーヒタはマルワーンを殺して復讐したというが、これはおそらく後世の創作である。
実のところハーリドとマルワーンの息子アブドゥルマリクの間には信頼関係が築かれていた。第二次内乱期にはアブドゥルマリクの側についた。アブドゥルマリクがカリフに就任した際、ハーリドは相談役に収まるとともにアブドゥルマリクの娘アーイシャと婚姻した。691年の夏には、ジャズィーラ地方のカルキースィヤーに拠ったカイス系カルブ部族のズファル・イブン・ハーリスを討つアブドゥルマリク軍の指揮官を務めた。これに勝利を収めたあとはイブン・ズバイルの弟ムスアブを討つアブドゥルマリク軍の左翼の指揮官に任命された（マスキンの戦い）。
上記短期間の指揮官としての任務の後、残りの人生のほとんどをヒムス地方で過ごしたようである。同地方はマルワーン時代からすでに領地として与えられていたものである。詩作とハディース伝承学に携わったのち、704年あるいは709年に亡くなった。没年は704年説の方が有力である。
ハーリドはまた、第3代正統カリフ・ウスマーンのクーファ総督サイード・イブン・アースとウスマーンの孫娘との間にできた娘とも婚姻している。

## 錬金術師伝説

ハーリド・イブン・ヤズィード・イブン・ムアーウィヤの名前が冠された家庭医学書。原著はヘブライ語でありアラビア語やラテン語に翻訳されたのち、ラテン語から英語に翻訳されたことになっている。翻訳者はウィリアム・サルモン、1692年ロンドンで出版された刊本。

伝統的にハーリドの作とされてきた、錬金術に関連する論文や詩文が多数存在する。これらはすべて、著者をハーリドに擬する偽書（擬書, pseudepigraphs）であり、もっとも早いもので8世紀から、9世紀にかけての時代に書かれたものである。これらがなぜハーリドの著作とされたのかについては、具体的にはわかっていない。
9世紀の歴史家バラーズリーは、その師マダーイニーによる「ハーリドは不可能なこと、つまり、錬金術を追い求めていた」という記述を著作の中で引用している。マンフレッド・ウルマンによると、この引用こそが「ハーリドが錬金術に興味を持っていた」というアイデアの起源である。散逸してしまったマダーイニーの原典ではおそらく「不可能なことを追い求めていた」とだけ書かれていたであろう。ここで「不可能なこと」は、失敗したハーリドのカリフ位継承のことであったが、バラーズリーは「つまり、錬金術」という語釈を書き加えてしまった。バラーズリーこそが、錬金術師ハーリド王子伝説を創出してしまった人物である。一方でフランスの学者ピエール・ロリーによる説によると、偽書の本当の著者は8-9世紀ウマイヤ朝の中心にいた学者たちに比べると身分が低かったため、ウマイヤ朝の王子の名を騙って高貴さを演出したのであろう。
いずれにせよハーリドは、ジャーヒズ（868年没）、バラーズリー（892年没）、タバリー（923年没）、アブーハラジュ・イスファハーニー（967年没）など9世紀の著述家により、錬金術と関連付けてその名がかたられるようになった。ジャーヒズによると、（また後世のナディーム（995年没）によっても）、ハーリドは古代ギリシアの学知をアラビア語へ翻訳する大翻訳運動の第一世代ということにされている。しかしながら実際には大翻訳運動は8世紀のアッバース朝カリフ・マンスール（在位754年-775年）の治世の時代に始まっている。ハーリドの手に帰せられる著作も、ハーリドにまつわる伝説の一部に過ぎない。

## 擬ハーリドの錬金術書
ハーリドに帰せられる錬金術書の大部分は研究が進められていない。比較的多くのアラビア語の作品が現存している。

### アラビア語文献
現存するアラビア語の作品のリストは次の通り。
- Dīwān al-nujūm wa-firdaws al-ḥikma (錬金術に関する詩集。比較的後代に編まれている。)[17]
- Kitāb al-Usṭuqus (元素の書)[18]
- Kitāb Waṣiyyatihi ilā ibnihi fī al-ṣanʿa (技術について息子に語る訓戒の書)[19]
- Masāʾil Khālid li-Maryānus al-rāhib (ハーリドの質問に答えるマルヤノス), 別名 Risālat Maryānus al-rāhib al-ḥakīm li-l-amīr Khālid ibn Yazīd, Liber de compositione alchemiae / Testamentum Morieni [20] - おそらく10世紀に書かれている[21][注釈 3]。
- al-Qawl al-mufīd fī al-ṣanʿa al-ilāhiyya (神の御業における導入の言葉)[22]
- Risāla fī al-ṣanʿa al-sharīfa wa-khawāṣṣihā (高貴なるわざとその性質についての論文)[23]
- 以上のほかにも、錬金術に関するモノグラフ、詩集、書簡が多数存在する[24]。

ナディームの『目録の書（フィフリスト）』には、今では散逸したと思われる著作が数多く挙げられている。
- Kitāb al-Ḥarārāt
- Kitāb al-Ṣaḥīfa al-kabīr
- Kitāb al-Ṣaḥīfa al-ṣaghīr

### ラテン語文献
ハーリドに帰せられるラテン語の錬金術書も多数存在する。これらの中でハーリドの名前は、Calid filius Jazidi とラテン語化されている。これの中にはアラビア語からの翻訳という体裁をとっているものの、実際には翻訳されたものではないもある。アラビア語の原典が存在する作品は少なくとも2つ存在する。その1つは Masāʾil Khālid li-Maryānus al-rāhib のラテン語翻訳である。この作品は、モリエヌス Morienus という名のビザンツの僧侶とハーリドの対話という形式の書物である。本書は1144年2月11日にチェスターのロバートがラテン語に翻訳した。アラビア語から全文がラテン語に翻訳された初めての作品になる。もう1つの著作は、タイトルのない論文 Risāla である。アラビア語原典とラテン語訳の両方が現在に伝世している。ラテン語への翻訳者は不明である。
そのほかの擬ハーリド・ラテン語文献としては次のものがある。
- Liber secretorum alchemiae （錬金術の秘密の書。本書は11世紀初頭に書かれたアラビア語書物（原著者不明）に基づいている[30]。）
- Liber trium verborum （三つの言葉の書)[31]

## 註釈
1. ↑  伝承学者のイブン・アッバースに長年仕えていた奴隷イクリマを購入してハディースに関する知識を得ようとしている[5]。
2. ↑  ウスマーンもウマイヤ家に属する。
3. 1 2  Partial edition of the Arabic text and English translation in Al-Hassan 2004; full critical edition of the Arabic text and French translation in Dapsens 2021a. The Latin translation was edited by Stavenhagen 1974, but this edition is now superseded by the critical edition of two Latin versions with French translation in Dapsens 2021a.
4. ↑  There is some doubt about whether the attribution of the preface of the work to Robert of Chester is authentic, but the dating of the translation does not depend on this (see Dapsens 2016, p. 133; cf. Moureau 2020, p. 116).

## 典拠
1. 1 2 3 4 5 6 7 8 9 10 11  Ullmann 1960–2007.
2. 1 2 3  Forster 2021.
3. 1 2  Ullmann 1960–2007; Forster 2021.
4. ↑  Ahmed 2010, p. 118.
5. ↑  Ibn Khallikan's biographical dictionary, by Ibn Khallikān, 1211-1282; tr. Slane, William Mac Guckin, baron de, 1801-1878, Publication date: 1842;  Publisher: the Oriental translation fund of Great Britain and Ireland. pp. 207 - 208.
6. ↑  Ahmed 2010, p. 132.
7. ↑  Dapsens 2016, p. 134.
8. ↑  See Dapsens 2016, pp. 134–136, who refers to Ruska 1924 and Ullmann 1978 for the late 9th century as the earliest date, and to Lory 1989, pp. 16–23 for a possible 8th-century dating. An early dating is also regarded as likely for some works by Bacchi & Martelli 2009, p. 115 (as cited by Forster 2021).
9. ↑  Ullmann 1978, pp. 215–216; cf. Dapsens 2016, p. 135. The Arabic words of the quote are wa-li-ṭalab mā lā yuqdar ʿalayhi yaʿnī al-kīmiyāʾ.
10. ↑  Lory 1989, p. 20; cf. Dapsens 2016, p. 136.
11. ↑  Sezgin 1971, p. 121; Ullmann 1978, p. 213; cf. Forster 2021.
12. ↑  Ullmann 1978, p. 213; Dapsens 2016, pp. 134–135.
13. ↑  Gutas 1998, p. 28.
14. ↑  Gutas 1998, p. 24, referring to Ullmann 1978.
15. ↑  Sezgin 1971, p. 125; cf. Forster 2021.
16. ↑  より詳細な文献リストについては Dapsens 2021b を参照。
17. ↑  Sezgin 1971, p. 125, no. 1.
18. ↑  Sezgin 1971, p. 126, no. 10.
19. ↑  Sezgin 1971, p. 126, no. 7; Arabic title as given by Forster 2021.
20. ↑  Sezgin 1971, p. 126, no. 14.
21. ↑  Forster 2017, p. 461.
22. ↑  Sezgin 1971, p. 126, no. 8.
23. ↑  Sezgin 1971, p. 126, no. 3.
24. ↑  Sezgin 1971, p. 126, nos. 2 ("a treatise"), 4 ("the poems on alchemy"), 5 ("an alchemical poem"), 6 ("a versified treatise on alchemy"), 9 ("an alchemical poem"), 11 ("five poems"), 12 ("the alchemical poem"), 13 ("Persian translation of an epistle"), 15 ("five different treatises").
25. ↑  Sezgin 1971, p. 122. Instead of Kitāb al-Ḥarārāt, Anawati 1996, p. 864 reports Kitāb al-Kharazāt.
26. ↑  Ruska 1924, pp. 33–50.
27. ↑  Dapsens 2016, p. 121; cf. Moureau 2020, p. 116.
28. ↑  Halleux 1996, pp. 889–890.
29. ↑  Dapsens & Moureau 2021.
30. ↑  Halleux 1996, p. 900, note 61
31. ↑  Halleux 1996, p. 893 classifies this work as a translation from the Arabic.